# Ned O’Sullivan

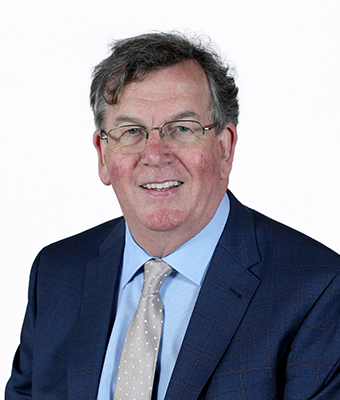
Ned O’Sullivan

Ned O’Sullivan ist ein irischer Politiker der Fianna Fáil und war von 2007 bis Januar 2025 Senator im Seanad Éireann.
O’Sullivan besuchte das University College Dublin und das St Patricks College of Education in Drumcondra. In Anschluss arbeitete er als Lehrer im Primar- und Sekundarbereich in Dublin, im County Offaly und im County Kerry, bevor er schließlich den Familienbetrieb, ein Herrenbekleidungsgeschäft in Listowel, übernahm.
O’Sullivan entstammte einer Familie mit enger Bindung zur Fianna Fáil. Im Jahr 1985 wurde er in das Listowel Town Council gewählt. 1991 erfolgte seine Wahl in das Kerry County Council. Im Laufe der Jahre war er mehrmals Vorsitzender des Listowel Town Council sowie im Jahr 2004 Vorsitzender des Kerry County Council. Im Jahr 2007 wurde O’Sullivan in den Seanad Éireann gewählt. Mit seiner Wahl in den Senat schied er aus seinen kommunalen Mandaten aus.
O’Sullivan ist verheiratet und hat drei Söhne. Er ist ein Cousin der Politikerin Kit Ahern.